# Mučín
Mučín (allemand : Motschin,  hongrois : Mucsény) est un village de Slovaquie situé dans la région de Banská Bystrica.

## Histoire
La première mention écrite du village date de 1246.
La localité fut annexée par la Hongrie après le premier arbitrage de Vienne le 2 novembre 1938. En 1938, on comptait 767 habitants dont 5 d'origine juive. Elle faisait partie du district de Lučenec (hongrois : Losonci járás). Le nom de la localité avant la Seconde Guerre mondiale était Mučín/Mucsiny. Durant la période 1938 - 1945, le nom hongrois Mucsény était d'usage. À la libération, la commune a été réintégrée dans la Tchécoslovaquie reconstituée.

## Démographie

### Évolution de la population
| Année:               | 1994. | 2004.   | 2014.    | 2024.   |
| -------------------- | ----- | ------- | -------- | ------- |
| Nombre de personnes: | 676   | 687     | 772      | 771     |
| Différence:          |       | +1,62 % | +12,37 % | -0,12 % |

| Année:               | 2023. | 2024.   |
| -------------------- | ----- | ------- |
| Nombre de personnes: | 761   | 771     |
| Différence:          |       | +1,31 % |